# Фрейнд, Джон

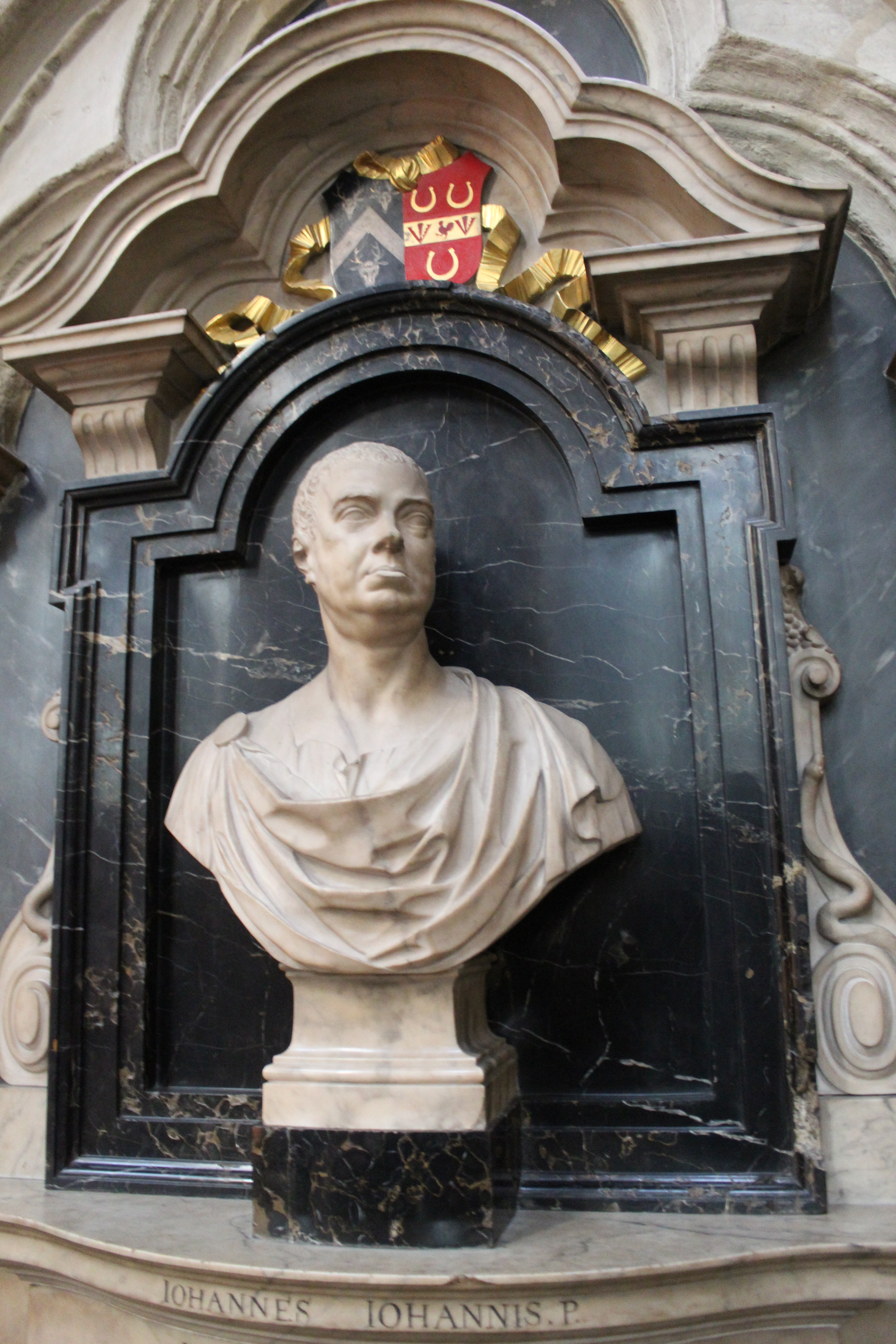
Бюст Фройнда, Вестминстерское аббатство

Джон Фрейнд (англ. John Freind; 1675, Кротон, Нортгемптоншир — 26 июля 1727) — английский медик, врач, историк медицины. Член Лондонского королевского общества.

## Биография
Происходя из духовного звания, Джон Фрейнд сначала посещал вестминстерскую школу, затем изучал философию и языки в Крайст-черч Оксфордском университете. Ученик Генри Олдрича. Кроме того, также занимался математикой и медициной, которой он решил посвятить себя ещё с юных лет. 
В 1704 году был назначен преподавателем химии в Оксфорде. В следующем году сопровождал английскую армию под командованием Чарльза Мордаунта, 3-го графа Питерборо в Испанию в ходе Войны за испанское наследство.  Вскоре после своего возвращения в 1713 году из Фландрии, куда сопровождал британские войска, поселился в Лондоне и вскоре приобрёл репутацию хорошего врача.
В 1716 году стал членом Королевского колледжа врачей.
Большую известность в медицинском мире принесла ему Emmenologia, in qua fluxus muliebris menstrui phaenomena, periodi, vitia, cum medendi methodo ad rationes mechanikas exiguntur (Оксфорд, 1703), где он подробно развивал свою механическую теорию менструаций. В 1704 году он был назначен лектором по химии в оксфордском университете. По возвращении из Испании  издал брошюру An account of Earl Peterborough's conduct in Spain, chiefly since the raising of the siege of Barcelona (Лондон, 1706), которая получила большую популярность. В 1709 году опубликовал свои Prelections chimicae , которые посвятил сэру Исааку Ньютону.
В 1722 г. был избран членом палаты общин Великобритании. В 1723 году был посажен в Тауэр за резкую речь по поводу ареста рочестерского епископа. Во время пребывания в тюрьме начал писать свою знаменитую историю медицины, изданную им потом под заглавием The History of Physick from the time of Galen to the beginning of the sixteenth century, chiefly with regard to practice, in a discourse w r itten to Dr. Mead (2 тома, Лондон, 1725). 
В 1726 году был назначен врачом королевы Каролины Бранденбург-Ансбахской и занимал эту должность до самой смерти.
Все медицинские сочинения Фрейнда вместе с его биографией изданы И. Виганом под заглавием: Joann Freind. Opera omnia medica (Лондон, 1733).